# د لو (میسیسیپی)
د'لو (به انگلیسی: D'Lo) شهرکی در ایالت میسیسیپی کشور ایالات متحده آمریکا است که جمعیت آن در سرشماری سال ۲۰۱۰ میلادی، ۴۵۲
نفر بوده‌است.